# Copa Mundial de Béisbol de 2005
La XXXVI Copa Mundial de Béisbol se llevó a cabo en las ciudades neerlandesas de Róterdam, Haarlem, Almere, Ámsterdam y Eindhoven del 2 al 17 de septiembre de 2005. Los países se dividieron en dos grupos de nueve, y los primeros cuatro de cada grupo se clasificaron para las finales.

## Primera ronda

### Grupo A
| Posición | Equipo        | Ganados | Perdidos |
| -------- | ------------- | ------- | -------- |
| 1        | Cuba          | 8       | 0        |
| 2        | Países Bajos  | 7       | 1        |
| 3        | Panamá        | 6       | 2        |
| 4        | Corea del Sur | 5       | 3        |
| 5        | Canadá        | 4       | 4        |
| 6        | China         | 3       | 5        |
| 7        | Brasil        | 2       | 6        |
| 8        | Suecia        | 1       | 7        |
| 9        | Sudáfrica     | 0       | 8        |

### Grupo B
| Posición | Equipo          | Ganados | Perdidos |
| -------- | --------------- | ------- | -------- |
| 1        | Japón           | 7       | 1        |
| 2        | Nicaragua       | 6       | 2        |
| 3        | Puerto Rico     | 6       | 2        |
| 4        | Estados Unidos  | 6       | 2        |
| 5        | Australia       | 4       | 4        |
| 6        | China Taipéi    | 3       | 5        |
| 7        | España          | 2       | 6        |
| 8        | Colombia        | 2       | 6        |
| 9        | República Checa | 0       | 8        |

## Ronda final
Los equipos marcados con (c) obtienen clasificación directa al Mundial de 2007.
|  | Cuartos de final | Cuartos de final |               |              | Semifinales            | Semifinales            |  |  | Final | Final |
|  |                  |                  |               |              |                        |                        |  |  |       |       |
|  |                  |                  |               |              |                        |                        |  |  |       |       |
|  |                  |                  |               |              |                        |                        |  |  |       |       |
|  | Cuba(c)          | 11               |               |              |                        |                        |  |  |       |       |
|  | Cuba(c)          | 11               |               |              |                        |                        |  |  |       |       |
|  | Estados Unidos   | 3                |               |              |                        |                        |  |  |       |       |
|  | Estados Unidos   | 3                | Cuba          | 15           |                        |                        |  |  |       |       |
|  |                  |                  | Cuba          | 15           |                        |                        |  |  |       |       |
|  |                  | Panamá           | 2             |              |                        |                        |  |  |       |       |
|  | Panamá(c)        | Panamá           | 2             | 2            |                        |                        |  |  |       |       |
|  | Panamá(c)        |                  |               | 2            |                        |                        |  |  |       |       |
|  | Nicaragua        | 1                |               |              |                        |                        |  |  |       |       |
|  | Nicaragua        | 1                | Cuba          | 3            |                        |                        |  |  |       |       |
|  |                  |                  | Cuba          | 3            |                        |                        |  |  |       |       |
|  |                  | Corea del Sur    | 0             |              |                        |                        |  |  |       |       |
|  | Corea del Sur(c) | Corea del Sur    | 0             | 5            |                        |                        |  |  |       |       |
|  | Corea del Sur(c) |                  |               | 5            |                        |                        |  |  |       |       |
|  | Japón            | 1                |               |              |                        |                        |  |  |       |       |
|  | Japón            | 1                | Corea del Sur | 7            | Tercer y cuarto puesto | Tercer y cuarto puesto |  |  |       |       |
|  |                  |                  | Corea del Sur | 7            | Tercer y cuarto puesto | Tercer y cuarto puesto |  |  |       |       |
|  |                  | Países Bajos     | 0             |              |                        |                        |  |  |       |       |
|  | Países Bajos(c)  | Países Bajos     | 0             | 10           | Panamá                 | 7                      |  |  |       |       |
|  | Países Bajos(c)  |                  |               | 10           | Panamá                 | 7                      |  |  |       |       |
|  | Puerto Rico      | 0                |               | Países Bajos | 6                      |                        |  |  |       |       |
|  | Puerto Rico      | 0                |               |              | 6                      |                        |  |  |       |       |
|  |                  |                  |               |              |                        |                        |  |  |       |       |
|  |                  |                  |               |              |                        |                        |  |  |       |       |

|  | Clasificación por 5° al 8° lugar | Clasificación por 5° al 8° lugar |   |                | 5° lugar    | 5° lugar |  |
|  |                                  |                                  |   |                |             |          |  |
|  |                                  |                                  |   |                |             |          |  |
|  | Japón(c)                         | 5                                |   |                |             |          |  |
|  | Puerto Rico                      | 0                                |   |                |             |          |  |
|  |                                  |                                  |   |                |             |          |  |
|  |                                  |                                  |   |                |             |          |  |
|  |                                  |                                  |   |                | Japón       | 8        |  |
|  |                                  | Nicaragua                        | 1 |                |             |          |  |
|  |                                  |                                  |   |                |             |          |  |
|  |                                  |                                  |   |                |             |          |  |
|  |                                  |                                  |   |                | 7° lugar    |          |  |
|  |                                  |                                  |   |                |             |          |  |
|  | Nicaragua(c)                     | 9                                |   | Estados Unidos | 11          |          |  |
|  | Estados Unidos                   | 0                                |   |                | Puerto Rico | 3        |  |

| Cuba                   |
| Campeón Cuba           |
| Vigésimo quinto título |

## Clasificación Final
| Posición | Equipo          | Ganados | Perdidos |
| -------- | --------------- | ------- | -------- |
| 1        | Cuba            | 11      | 0        |
| 2        | Corea del Sur   | 7       | 4        |
| 3        | Panamá          | 8       | 3        |
| 4        | Países Bajos    | 8       | 3        |
| 5        | Japón           | 9       | 2        |
| 6        | Nicaragua       | 7       | 4        |
| 7        | Estados Unidos  | 7       | 4        |
| 8        | Puerto Rico     | 6       | 5        |
| 9        | Canadá          | 4       | 4        |
| 10       | Australia       | 4       | 4        |
| 11       | China           | 3       | 5        |
| 12       | China Taipéi    | 3       | 5        |
| 13       | Brasil          | 2       | 6        |
| 14       | España          | 2       | 6        |
| 15       | Colombia        | 2       | 6        |
| 16       | Suecia          | 1       | 7        |
| 17       | República Checa | 0       | 8        |
| 18       | Sudáfrica       | 0       | 8        |